# یواس‌اس نوشو (ای‌او-۴۸)
یواس‌اس نوشو (ای‌او-۴۸) (به انگلیسی: USS Neosho (AO-48)) یک کشتی بود که طول آن ۵۲۰ فوت (۱۶۰ متر) بود. این کشتی در سال ۱۹۴۱ ساخته شد.